# Ó Frances
Ó Frances (danh pháp hai phần: Accipiter francesiae) là một loài chim thuộc họ Ưng (Accipitridae). Chúng được đặt tên để tưởng nhớ bà Frances Cole, vợ của thống đốc thuộc địa Cape Lowry Cole.

## Miêu tả
Chim này có chiều dài thân 21 đến 29 cm, đuôi dài 10–16 cm, sải cánh rộng 40–54 cm, kích thước con mái lớn hơn con trống khoảng 13%.

## Thức ăn
Thức ăn của Ó Frances chủ yếu là bò sát, đặc biệt là tắc kè hoa và các loài côn trùng lớn bao gồm châu chấu và bọ cánh cứng. Đôi khi chúng cũng ăn động vật lưỡng cư, chim và động vật gặm nhấm nhỏ.

## Phân loài
Theo Alan P. Peterson, Ó Frances có 4 phân loài gồm:
- Accipiter francesiae brutus (Schlegel, 1865) - Mayotte
- Accipiter francesiae francesiae A.Smith, 1834 - Madagascar
- Accipiter francesiae griveaudi Benson, 1960 - Grande Comore
- Accipiter francesiae pusillus (Gurney, 1875) - Anjouan, có khả năng bị tuyệt chủng.

## Tình trạng bảo tồn
Theo Ferguson-Lees & Christie, số cá thể của loài này khoảng 100.000 con. Năm 2008, IUCN xếp loài này vào nhóm "ít quan tâm".